# Shorttrack-Europameisterschaften 1998
Die Shorttrack-Europameisterschaften 1998 waren die 2. Auflage der Shorttrack-Europameisterschaften und fanden vom 23. bis zum 25. Januar 1998 in der ungarischen Hauptstadt Budapest statt. Insgesamt wurden vier Europameistertitel vergeben, jeweils einer im Mehrkampf und in der Staffel bei Frauen und Männern. Ausrichter war die Internationale Eislaufunion (ISU).
Bei den Frauen dominierte Marinella Canclini die Wettbewerbe. Sie gewann den Mehrkampftitel und siegte auch über 1000, 1500 und 3000 Meter sowie mit der Staffel. Silber gewannen die punktgleichen Anke Jannie Landman und Ellen Wiegers. Die Bronzemedaille wurde nicht vergeben. Bei den Männern gewann Fabio Carta die Goldmedaille vor den punktgleichen Michele Antonioli und Dave Versteeg. Die Bronzemedaille wurde, wie bei den Frauen, nicht vergeben. Das Staffelfinale bei den Frauen gewann Italien vor der Niederlande und Deutschland, bei den Männern siegte Großbritannien vor Italien und der Niederlande.

## Teilnehmende Nationen
Insgesamt nahmen 112 Athleten aus 20 Ländern an den Europameisterschaften teil, darunter 70 Männer und 42 Frauen.
| Teilnehmende Nationen (Frauen/Männer)                                        | Teilnehmende Nationen (Frauen/Männer)                                          | Teilnehmende Nationen (Frauen/Männer)                                        | Teilnehmende Nationen (Frauen/Männer)                                  |
| ---------------------------------------------------------------------------- | ------------------------------------------------------------------------------ | ---------------------------------------------------------------------------- | ---------------------------------------------------------------------- |
| Belarus (1/1) Belgien (0/2) Bulgarien (5/2) Dänemark (0/1) Deutschland (5/5) | Frankreich (1/5) Großbritannien (1/5) Israel (1/1) Italien (5/5) Litauen (0/2) | Niederlande (5/5) Norwegen (0/4) Österreich (5/4) Polen (0/5) Rumänien (0/2) | Russland (4/5) Schweden (0/5) Schweiz (0/1) Ukraine (4/5) Ungarn (5/5) |

## Zeitplan
Der Zeitplan war parallel für Frauen und Männer wie folgt gestaltet.
Freitag, 23. Januar 1998
- 1500 m: Vorlauf, Halbfinale, Finale
- Staffel: Vorlauf (nur Männer)

Samstag, 24. Januar 1998
- 500 m: Qualifikation (nur Männer), Vorlauf, Viertelfinale, Halbfinale, Finale
- Staffel: Halbfinale

Sonntag, 25. Januar 1998
- 1000 m: Qualifikation (nur Männer), Vorlauf, Viertelfinale, Halbfinale, Finale
- 3000 m: Finale
- Staffel: Finale

## Ergebnisse

### Frauen
| Wettbewerb         | Gold                                                                                 | Gold         | Silber                                                                          | Silber       | Bronze                                                          | Bronze         |
| Wettbewerb         | Athletin                                                                             | Leistung     | Athletin                                                                        | Leistung     | Athletin                                                        | Leistung       |
| ------------------ | ------------------------------------------------------------------------------------ | ------------ | ------------------------------------------------------------------------------- | ------------ | --------------------------------------------------------------- | -------------- |
| 500 Meter          | Barbara Baldissera                                                                   | 0:46,262 min | Anke Jannie Landman                                                             | 0:46,334 min | Marinella Canclini                                              | 0:46,337 min   |
| 1000 Meter         | Marinella Canclini                                                                   | 1:33,542 min | Ellen Wiegers                                                                   | 1:33,803 min | Anke Jannie Landman                                             | 1:33,991 min   |
| 1500 Meter         | Marinella Canclini                                                                   | 2:25,291 min | Ellen Wiegers                                                                   | 2:25,690 min | Anke Jannie Landman                                             | 2:26,580 min   |
| 3000 Meter         | Marinella Canclini                                                                   | 5:44,256 min | Debbie Palmer                                                                   | 5:45,895 min | Ellen Wiegers                                                   | 5:55,697 min   |
| 3000 Meter Staffel | Italien Barbara Baldissera Marinella Canclini Evelina Rodigari Mara Urbani Mara Zini | 4:25,090 min | Niederlande Maureen de Lange Melanie de Lange Anke Jannie Landman Ellen Wiegers | 4:26,246 min | Deutschland Susanne Busch Anna Eckner Yvonne Kunze Katrin Weber | 4:26,903 min   |
| Gesamtwertung      | Marinella Canclini                                                                   | 17 Punkte    | Anke Jannie Landman                                                             | 8 Punkte     | nicht vergeben                                                  | nicht vergeben |
| Gesamtwertung      | Marinella Canclini                                                                   | 17 Punkte    | Ellen Wiegers                                                                   | 8 Punkte     | nicht vergeben                                                  | nicht vergeben |

### Männer
| Wettbewerb         | Gold                                                                                  | Gold         | Silber                                                                                   | Silber       | Bronze                                                                              | Bronze         |
| Wettbewerb         | Athlet                                                                                | Leistung     | Athlet                                                                                   | Leistung     | Athlet                                                                              | Leistung       |
| ------------------ | ------------------------------------------------------------------------------------- | ------------ | ---------------------------------------------------------------------------------------- | ------------ | ----------------------------------------------------------------------------------- | -------------- |
| 500 Meter          | Dave Versteeg                                                                         | 0:42,648 min | Fabio Carta                                                                              | 0:42,651 min | Michele Antonioli                                                                   | 0:42,831 min   |
| 1000 Meter         | Nicky Gooch                                                                           | 1:32,480 min | Fabio Carta                                                                              | 1:32,623 min | Michele Antonioli                                                                   | 1:32,818 min   |
| 1500 Meter         | Fabio Carta                                                                           | 2:26,390 min | Nicola Franceschina                                                                      | 2:26,622 min | Dave Versteeg                                                                       | 2:27,094 min   |
| 3000 Meter         | Michele Antonioli                                                                     | 5:29,078 min | Fabio Carta                                                                              | 5:29,179 min | Nicky Gooch                                                                         | 5:29,291 min   |
| 5000 Meter Staffel | Großbritannien Dave Allardice Nicky Gooch Matthew Jasper Robert Mitchell Matthew Rowe | 7:09,168 min | Italien Michele Antonioli Maurizio Carnino Fabio Carta Diego Cattani Nicola Franceschina | 7:11,402 min | Niederlande Joost Smit Alex Velzeboer Patrick Vergeer Dave Versteeg Vincent Wolvers | 7:18,727 min   |
| Gesamtwertung      | Fabio Carta                                                                           | 14 Punkte    | Michele Antonioli                                                                        | 9 Punkte     | nicht vergeben                                                                      | nicht vergeben |
| Gesamtwertung      | Fabio Carta                                                                           | 14 Punkte    | Dave Versteeg                                                                            | 9 Punkte     | nicht vergeben                                                                      | nicht vergeben |

## Medaillenspiegel
| Platz  | Land           | Gold | Silber | Bronze | Gesamt |
| ------ | -------------- | ---- | ------ | ------ | ------ |
| 1      | Italien        | 3    | 2      | –      | 5      |
| 2      | Großbritannien | 1    | –      | –      | 1      |
| 3      | Niederlande    | –    | 4      | 1      | 5      |
| 4      | Deutschland    | –    | –      | 1      | 1      |
| Gesamt | Gesamt         | 4    | 6      | 2      | 12     |